# نه غریبه کامل (مجموعه تلویزیونی)
نه غریبه کامل (به انگلیسی: Nine Perfect Strangers) یک مجموعه تلویزیونی درام آمریکایی است که بر اساس رمانی با همین نام نوشته لیان موریارتی ساخته شده است. دیوید ای کلی و جان هنری باترورث این سریال را خلق می‌کنند و در سال ۲۰۲۱ از شبکه هولو پخش شد.
در ژوئن ۲۰۲۳، اعلام شد که این مینی‌سریال برای فصل دوم به عنوان یک مجموعه آنتولوژی تمدید شده است که در ۲۱ مه ۲۰۲۵ به نمایش درآمد.

## بازیگران

### فصل ۱
- نیکول کیدمن در نقش ماشا
- ملیسا مک‌کارتی در نقش فرانسیس ولتی
- مایکل شنون در نقش ناپلئون مارکونی
- لوک ایوانز در نقش لارس لی
- سامارا ویوینگ در نقش جسیکا چندلر
- ملوین گرگ در نقش بن چندلر
- اشر کدی در نقش هدر مارکونی[۳]
- گریس ون پتن در نقش زو
- منی جاسینتو در نقش یائو
- تیفانی بون در نقش دلیا
- رجینا هال در نقش کارمل اشنایدر
- بابی کاناوله در نقش تونی
- زویی تراکس در نقش گلوریا

### فصل ۲
- آراس آیدین در نقش متیو
- کریستین برنسکی در نقش ویکتوریا
- ماری بارتلت در نقش برایان
- دالی دی لئون در نقش اگنس
- لوکاس انگلندر در نقش مارتین
- هنری گلدینگ در نقش پیتر
- انی مورفی در نقش ایموجن
- لنا اولین در نقش هلنا
- کینگ پرنسس در نقش تینا
- میسی ریچاردسون-سلرز در نقش وولفی
- مارک استرانگ در نقش دیوید

## تولید

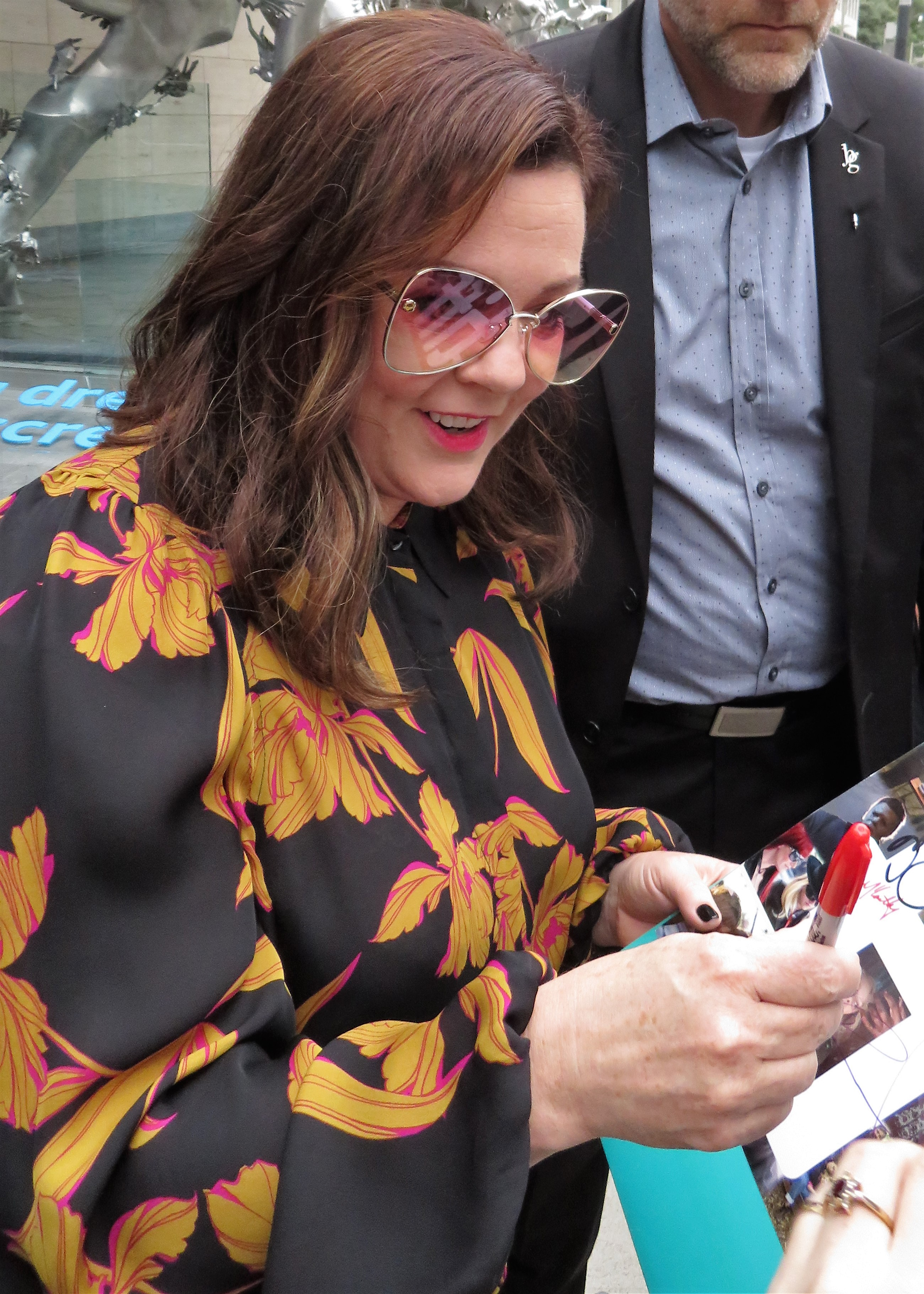
ملیسا مک‌کارتی بازیگر این فیلم

### ساخت
در ۱ مه ۲۰۱۹ گزارش شد که هولو قصد دارد یک مجموعه تلویزیونی بسازد. دیوید ای کلی و جان هنری بارتورث در خلق این کار حضور دارند که احتمالاً همراه با نیکول کیدمن، پل ساری، برونا پاپاندریا، استیو هاتنسکی و کیسی هیور تهیه‌کننده اجرایی نیز باشد. شرکت‌های تولید این اثر شامل مید آپ استوریز، بلاسم فیلمز و اندور کانتنت هستند. در ۷ ژانویه ۲۰۲۰ ملیسا مک‌کارتی بعنوان تهیه‌کننده اجرایی به پروژه پیوست. در ژوئیه ۲۰۲۰ اعلام شد که جاناتان لوین تمام هشت قسمت را کارگردانی می‌کند و گیلین بوهرر نیز در نقش تهیه‌کننده به کار پیوست. ایوز بلانگر نیز فیلمبردار پروژه است.

### انتخاب بازیگر
همراه با گزارش اولیه پروژه، نقش اصلی نیز به نیکول کیدمن داده شد. ملیسا مک‌کارتی هم در کنار تهیه کنندگی اجرایی، نقش مهمی در فیلم دارد. در ۲۷ مه ۲۰۲۰ منی جاسینتو به بازیگران اصلی پیوست. در ژوئن ۲۰۲۰ اشر کدی و لوک ایوانز به بازیگران اضافه شدند. در ژوئیه ۲۰۲۰ ملوین گرگ، سامارا ویوینگ، گریس ون پتن، تیفانی بون و مایکل شنون نیز انتخاب شدند. در اوت ۲۰۲۰ رجینا هال و بابی کاناوله به پروژه اضافه شدند.

### فیلمبرداری
در ۸ ژوئیه ۲۰۲۰ ایوانز اظهار کرد که فیلمبرداری در استرالیا انجام می‌شود. او بیان کرد طبق مقررات دولت استرالیا و دنیاگیری کووید-۱۹، تمام بازیگران باید به مدت ۱۴ روز در آنجا قرنطینه شوند. به علاوه همگی پیش از شروع فیلمبرداری، تست خواهند داد. عکاسی اصلی در ۱۰ اوت ۲۰۲۰ در خلیج بایرون، نیو ساوت ولز، استرالیا شروع شد.